# 1160

## Родени
- Тамара, царица на Грузия

## Починали
- Реймонд дю Пюи, първи велик магистър на ордена на рицарите Хоспиталиери.